# جون بايرز
جون بايرز (بالإنجليزية: John Byers)‏ هو مهندس معماري أمريكي، ولد في 22 مارس 1875 في ميشيغان في الولايات المتحدة، وتوفي في 22 مايو 1966 في سانتا مونيكا في الولايات المتحدة.